# HD 96544
HD 96544，又名CP-58 3112，SAO 238779、HR 4323，是一颗恒星，视星等为6.02，位于銀經289.64，銀緯1.46，其B1900.0坐标为赤經11h 2m 14.3s，赤緯-58° 1.46′ 4″。